# Estás conmigo o estás contra mí
La frase estás conmigo o estás contra mí y variaciones similares del mismo pensamiento, es usada para trasmitir que una situación está polarizada o para generar su polarización, buscando muchas veces alinear a la opinión pública con uno de los dos extremos planteados, ya que la implicancia de no unirse a una parte significaría ser considerado como enemigo de la misma.

## Contexto
Algunos ven este tipo de afirmaciones como una forma de forzar a otros a participar en un conflicto en el que supuestamente nadie puede darse el lujo de la neutralidad.
La frase en general es juzgada filosóficamente como una falacia lógica de falso dilema o falsa dicotomía.

## Uso de la frase
- Jesús: "El que no está en mi contra está conmigo" La Biblia - Mateo 12:30[2]

- Vladímir Lenin: "Cada hombre debe elegir entre nuestro lado o el otro lado" - 13 de noviembre de 1920[3]

- George W. Bush: "O estás con nosotros o estás con los terroristas" - 20 de septiembre de 2001[4]

- Darth Vader (personaje de ciencia ficción): "Si no estás conmigo, eres mi enemigo" Star Wars Episodio III[5][6]

- Cersei Lannister (personaje de ficción): "El que no es de los nuestros es un enemigo" Juego de tronos, temporada 7.

- Adrian (personaje de ficción): "You are with us or against us." (Estás con nosotros o contra nosotros.) An acceptable loss (2019). Minuto 37

- Octavia (personaje de ficción): "You are Wonkru or you are the enemy of Wonkru". Los 100, 2017[7]

Asimismo, se ha asociado también a la neutralidad con esta frase, cuando se ha criticado que se use como excusa para no solucionar un conflicto. En estos casos, se alude a que ser neutral es estar en contra del lado "correcto" por omisión:
- Dante: "El infierno tiene  su rincón más oscuro reservado a aquellos que, en tiempos de crisis, se declararon neutrales" (La Divina Comedia).
- Desmond Tutu: "Quien se declara neutral en conflictos humanos y morales escoge el lado de la opresión".